# Astorre III Manfredi
Astorre o Astorgio Manfredi (Faenza, 20 de junio de 1485 – Roma, 4 de junio de 1502) fue gobernador de Faenza entre 1488 y 1501. 
Nacido en la familia de los Manfredi, a los tres años de edad fue reconocido como signore tras el asesinato de su padre.  Fue derrocado por Cesare Borgia durante las guerras italianas y asesinado antes de cumplir los dieciocho.

## Biografía

### Orígenes
|  | Armas de los Manfredi: Cuartelado de oro y de azur. |

Faenza pertenecía a los Estados Pontificios y estaba gobernada por un vicario apostólico nombrado por el papa; en 1313 el vicariato había recaído en los Manfredi, y desde entonces su gobierno había sido periódicamente confirmado por la Santa Sede; eran también condes del Valle del Lamone desde que Gregorio XII les concediera el título en 1413.   
Astorre fue hijo de Galeotto Manfredi, signore de Faenza desde que en 1477 la conquistó por la fuerza de las armas derrocando a sus hermanos Carlo y Federico.  Al margen de su matrimonio con Francesca Bentivoglio, madre de Astorre, Galeotto mantenía una amante llamada Cassandra Pavoni con la que había tenido tres hijos (Francesco, Scipione y Giovanni Evangelista).  
En 1488 Francesca mandó asesinar al marido, probablemente con el respaldo del abuelo Giovanni Bentivoglio, signore de Bolonia.

### Signorede Faenza
Según el testamento del otro abuelo Astorre II Manfredi, al morir Galeotto la signoria debía recaer en el varón Manfredi de más edad, que en la época lo era Ottaviano, hijo de Carlo, pero Lorenzo de Médici de Florencia, Ludovico Sforza de Milán y Giovanni Bentivoglio de Bolonia maniobraron, cada uno por su propio interés, para que la población reconociera a Astorre III como su sucesor en el gobierno, no sin graves disturbios.
Astorre quedó bajo la tutela del castellano Nicolò Castagnini, en Faenza se formó un consejo de regencia que gobernó durante su minoría de edad, y Florencia le contrató una condotta en las mismas condiciones que la que tenía su padre Galeotto.  Francesco y Scipione, junto con un comisario florentino, se encargaron de impartir justicia, mientras el consejo de ancianos se ocupaba de la administración pública.  
En su niñez se concertó el matrimonio de Astorre con Bianca Riario, hija de la signora de Ímola y Forlì Caterina Sforza y del difunto Girolamo Riario, aunque la boda no llegó a celebrarse por el desarrollo de los acontecimientos posteriores.

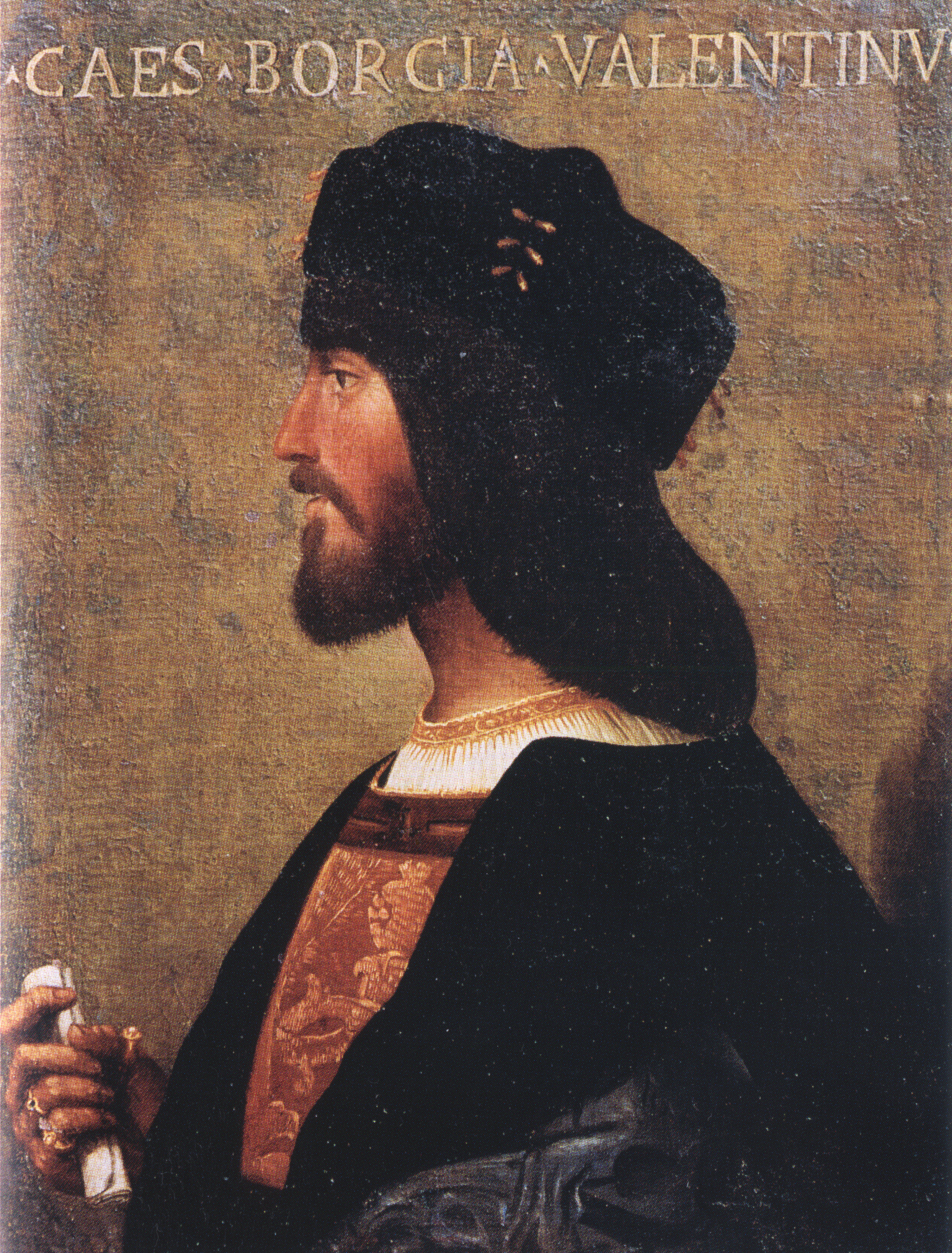
Cesare Borgia.

En 1494 la situación política cambió cuando Carlos VIII de Francia metió sus tropas en Italia en dirección a la conquista del Reino de Nápoles y a su paso por Florencia provocó la caída de Piero de Médici (hijo del difunto Lorenzo); Faenza quedó entonces bajo la protección de la República de Venecia.
En 1499 fue el rey Luis XII de Francia quien empezó una nueva guerra y tomó Milán a Ludovico Sforza.  En sus filas militaba Cesare Borgia, hijo del papa Alejandro VI, que planeando la fundación de un nuevo ducado formado por varias ciudades de la Romaña y con el apoyo militar de Yves II d'Alègre conquistó Ímola y Forlì a Caterina Sforza, Pesaro a Giovanni Sforza y Rímini a Pandolfo Malatesta, y en noviembre de 1500 puso asedio a Faenza.  Venecia, considerando peligroso para su propia seguridad enfrentarse a la coalición franco-pontificia, retiró su protección a Faenza.

### Muerte

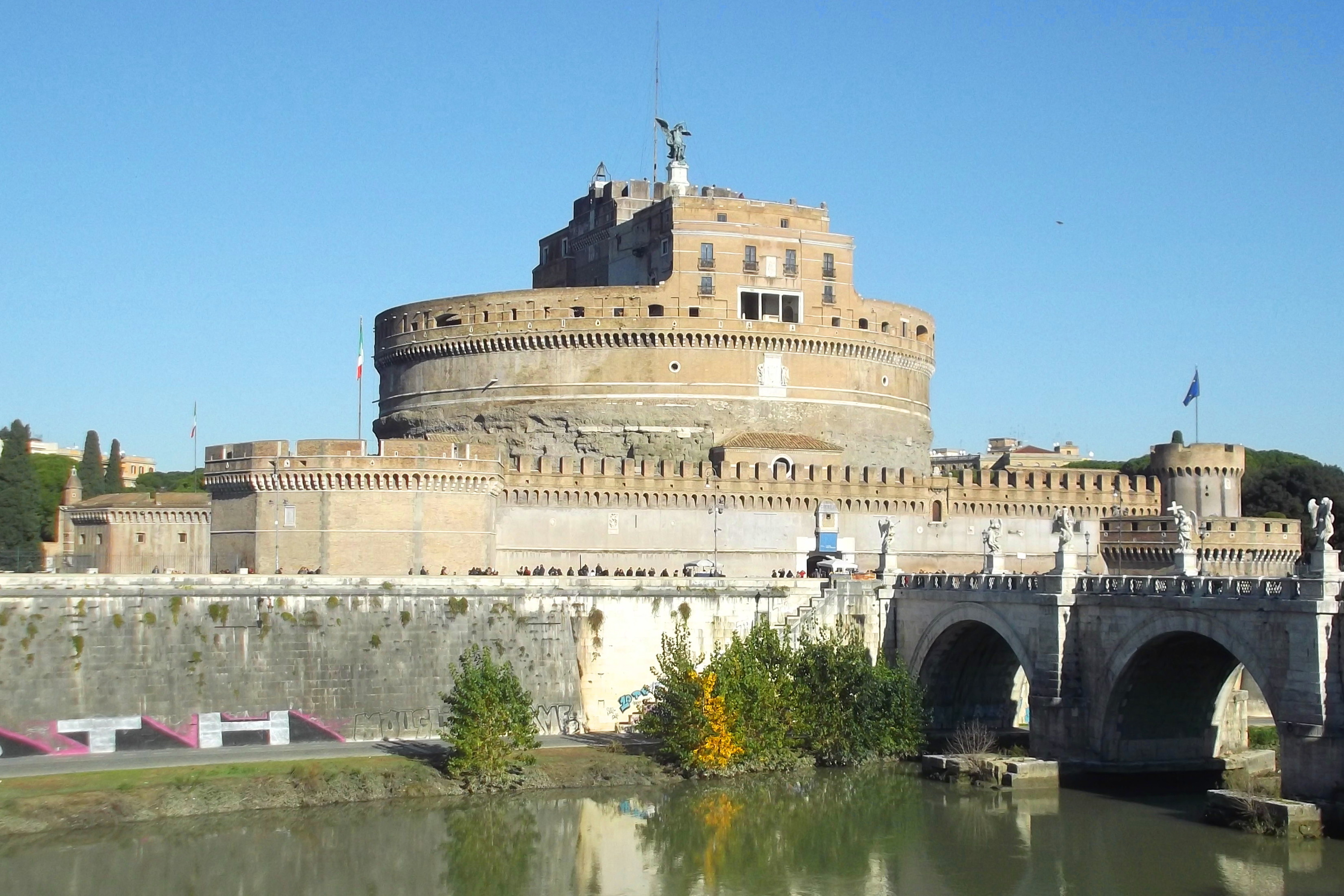
El Castel Sant'Angelo.

El asedio a Faenza duró seis meses hasta que en abril de 1501 la ciudad exhausta hubo de rendirse.  En las capitulaciones se acordó que los faentinos, y especialmente los Manfredi, serían respetados en sus vidas, honor y hacienda.
Astorre y su medio hermano Giovanni Evangelista fueron invitados a unirse al séquito de Cesare Borgia, donde fueron tratados con deferencia, pero cuando en julio llegaron a Roma fueron recluidos en el Castel Sant'Angelo.  
Un año después sus cuerpos aparecieron flotando en el río Tíber, llevando todavía al cuello la soga con la que fueron estrangulados.